# ويلارد بارتليت
ويلارد بارتليت (بالإنجليزية: Willard Bartlett)‏ هو محامي وقاضي وصحفي أمريكي، ولد في 14 أكتوبر 1846 في أوكسبريدج في الولايات المتحدة، وتوفي في 17 يناير 1925 في بروكلين في الولايات المتحدة.